# Dumont-Finlux

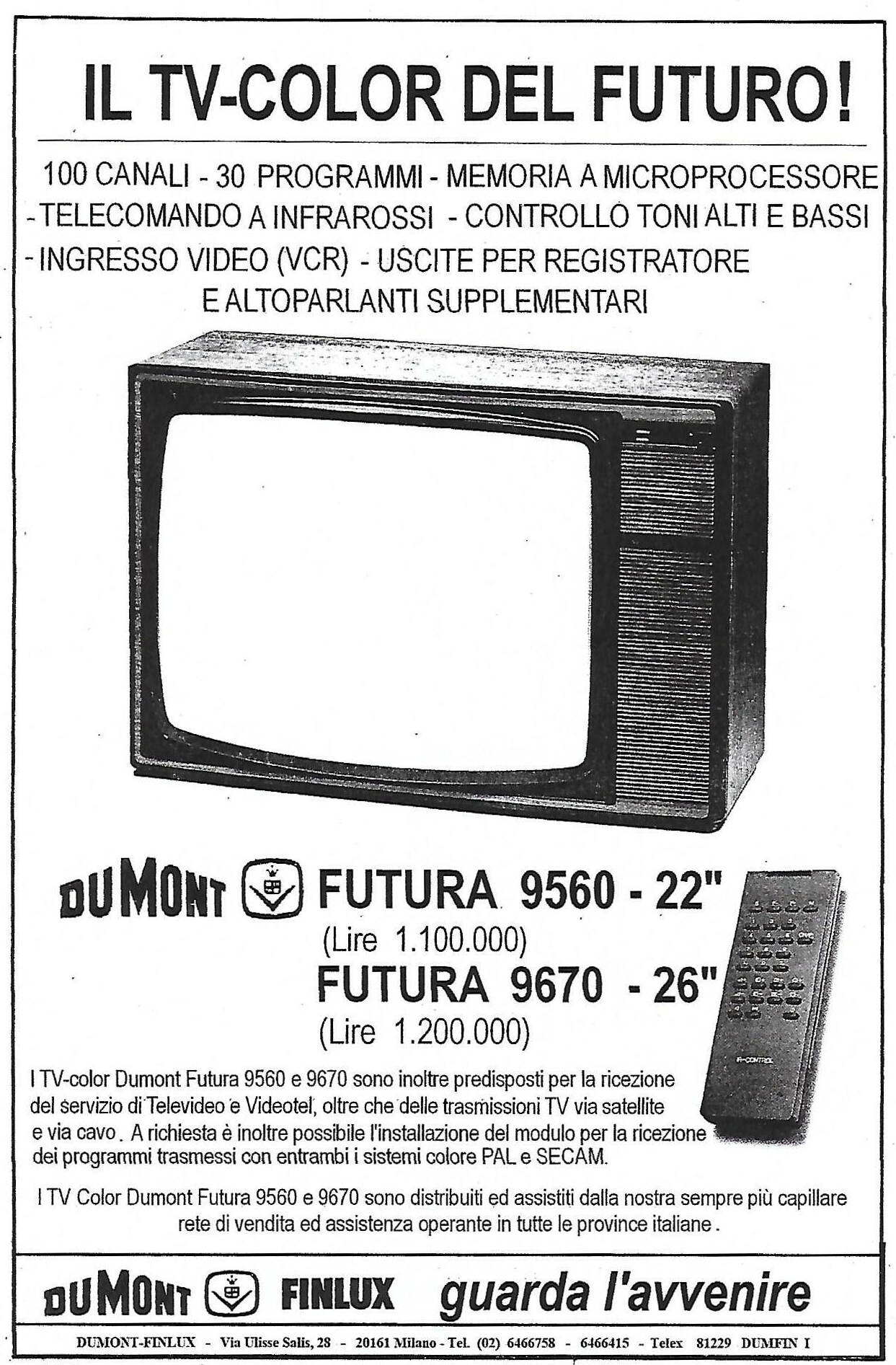
Pubblicità del TV color Dumont-Finlux Futura 9560 e 9670 (1983)

Dumont-Finlux, nota anche con il nome alternativo di Telko S.r.l. (Tammilehto Elektronik Korporation) o Dumont Italia S.r.l. era un'azienda italiana, cooperante con la finlandese Finlux, operante nell'importazione, nell'assemblaggio e nella rivendita di prodotti elettronici di consumo. La sua sede era a Milano in via Ulisse Salis n°28 (zona Affori). I proprietari erano Matti Tammilehto e Luigi Torriani.   
Iniziò l'attività nei primi anni '80, rilevando il marchio DuMont a seguito del fallimento della Emerson Electronics di Firenze, di cui ne era fino a quel momento titolare e divenendo esclusivista per l'Italia dei TV color prodotti dalla finlandese Finlux; il primo modello commercializzato fu la serie "Futura/OBC Satellite 9000", seguita dalle successive serie 1000, 2000 e 3000. 
Successivamente, l'azienda assemblò e commercializzò con marchio DuMont anche TV con telai di altra provenienza (Sambers, successivamente proprietaria della Hantarex e della jugoslava Elektronska Industrija), oltre che VCR di produzione Sanyo, compatti Hi-Fi di produzione Schneider e ricevitori satellitari.
Dell'attività della Dumont-Finlux si perdono le tracce all'inizio del decennio successivo, dopo che la casa produttrice Finlux fu assorbita dalla Nokia: si presume che da quel momento l'azienda abbia chiuso i battenti e ceduto il marchio DuMont al gruppo Formenti.